# 逢坂村 (鳥取県気高郡)
逢坂村（おうさかそん）は、鳥取県気高郡にあった自治体である。1896年（明治29年）3月31日までは気多郡に属した。

## 概要
現在の鳥取市気高町山宮・気高町高江・気高町郡家・気高町会下（えげ）・気高町睦逢（むつお）・気高町上原（かんばら）・気高町飯里・気高町下石（おろじ）・気高町殿に相当する。
平安時代にこの地域は大坂郷（逢坂谷）と呼ばれ、気多郡の郡家が置かれていた。範囲は旧逢坂村域および気高町下原・気高町八幡・気高町八束水・鹿野町小別所の南北に細長い河合平野一帯としていた。
藩政時代には鳥取藩領の気多郡八幡郷（やわたのごう）に属する高江村・郡家村・会下村・新宮村・橋詰村・山宮村、および殿村郷（とのむらのごう）に属する上原村・飯里村・下石村・殿村があった。

## 沿革
- 1877年（明治10年）5月22日 - 新宮村と橋詰村が合併して睦逢村となる。「睦まじく逢う」の意によるものとされる[1]。
- 1881年（明治14年）9月12日 - 鳥取県再置。
- 1883年（明治16年） - 連合戸長役場を山宮村に設置。
- 1889年（明治22年）10月1日 - 町村制の施行により、下石村・殿村・飯里村・上原村・山宮村・睦逢村・会下村・郡家村・高江村が合併して村制施行し、気多郡逢坂村が発足。旧村名を継承した9大字を編成し、役場を山宮村に設置[1][4]。
- 1896年（明治29年）4月1日 - 郡制の施行により、高草郡・気多郡の区域をもって気高郡が発足し、気高郡逢坂村となる。
- 1915年（大正4年）1月1日 - 「逢坂村大字◯◯村」から大字の「村」を削除し、「逢坂村大字◯◯」と改称[5]。
- 1955年（昭和30年）7月1日 - 宝木村・酒津村・瑞穂村・浜村町と合併し、気高町が発足。同日逢坂村廃止[6]。

## 行政

### 戸長
- 山宮村外12ヶ村連合戸長役場：高木儀實[7]
管轄区域：山宮村・殿村・飯里村・下石村・上原村・睦逢村・郡家村・高江村・会下村（後の逢坂村）、下原村（後の正条村の一部）、小別所村・鷲峰村・河内村（後の小鷲河村）[8]

### 歴代村長
| 代         | 氏名       | 就任年月日                 | 退任年月日                 | 備考                                    |
| ---------- | ---------- | -------------------------- | -------------------------- | --------------------------------------- |
| 初         | 久野賢五郎 | 1889年（明治22年）11月15日 | 1893年（明治26年）11月15日 |                                         |
| 2          | 久野賢五郎 | 1893年（明治26年）11月16日 | 1895年（明治28年）3月19日  | 家事都合                                |
| 3          | 戸板寿雄   | 1895年（明治28年）4月18日  | 1899年（明治32年）4月17日  |                                         |
| 4          | 田中伊太郎 | 1899年（明治32年）4月21日  | 1900年（明治33年）5月21日  | 病気                                    |
| 5          | 戸板寿雄   | 1900年（明治33年）7月5日   | 1904年（明治37年）7月6日   |                                         |
| 6          | 戸板寿雄   | 1904年（明治37年）7月9日   | 1908年（明治41年）7月8日   |                                         |
| 7          | 中嶋源蔵   | 1908年（明治41年）7月18日  | 1912年（明治45年）7月17日  |                                         |
| 8          | 中嶋源蔵   | 1912年（明治45年）7月18日  | 1914年（大正3年）4月7日    | 家事都合                                |
| 9          | 山本壹     | 1914年（大正3年）4月18日   | 1918年（大正7年）4月17日   |                                         |
| 10         | 山本壹     | 1918年（大正7年）4月18日   | 1922年（大正11年）4月17日  |                                         |
| 11         | 山本壹     | 1922年（大正11年）4月18日  | 1926年（大正15年）4月17日  |                                         |
| 12         | 中嶋源蔵   | 1926年（大正15年）4月18日  | 1930年（昭和5年）4月5日    | 家事都合                                |
| 13         | 田中捨蔵   | 1930年（昭和5年）5月10日   | 1934年（昭和9年）5月9日    |                                         |
| 14         | 山根瑞幹   | 1934年（昭和9年）5月10日   | 1938年（昭和13年）5月9日   |                                         |
| 15         | 山本壹     | 1938年（昭和13年）5月10日  | 1940年（昭和15年）6月11日  | 病気                                    |
| 16         | 山根瑞幹   | 1940年（昭和15年）7月7日   | 1944年（昭和19年）7月6日   |                                         |
| 17         | 田中信一   | 1944年（昭和19年）7月7日   | 1947年（昭和22年）1月25日  | 家事都合                                |
| 18         | 田中政雄   | 1947年（昭和22年）1月26日  | 1948年（昭和23年）4月8日   |                                         |
| 19         | 田中政雄   | 1948年（昭和23年）4月9日   | 1951年（昭和26年）4月4日   | 1951年4月5日選挙執行                    |
| 20         | 田中政雄   | 1951年（昭和26年）4月23日  | 1955年（昭和30年）6月30日  | 合併により任期延長 合併後気高町長に就任 |
| 参考文献 - |            |                            |                            |                                         |

## 教育
- 逢坂村立逢坂小学校（現・鳥取市立逢坂小学校）[1]
- 組合立鹿野中学校（1947年 - 1949年）：逢坂村と鹿野町との組合立[1]。
- 浜村町逢坂村学校組合立浜村中学校：浜村町立浜村中学校を組合立に改組して1949年（昭和24年）7月29日に改称。合併後に気高町立浜村中学校となり、その後統合により気高町立気高中学校、現在は鳥取市立気高中学校なる[1]。

## 交通

### 鉄道
- 最寄りの駅：浜村駅

## 出身者
- 田中古代子（小説家）